# Стратис Адрамитиотис
Стратис Адрамитиотис (на гръцки: Στρατής) е гръцки революционер, капитан на чета на гръцката въоръжена пропаганда в Македония, действала в началото на XX век в Сярско.

## Биография
Капитан Стратис е роден в малоазийския град Адрамитио. Присъединява се към гръцката пропаганда и оглавява в Сярско чета от девет души, сред които Захари (Ζαχαρίας), гъркоманин учител от Карлъково, учил в училището на Марулис в Сяр, Николаос Бузюдас или Цуцарас (Νικόλαος Μπουζιούδας, Τσούτσαρας) от Везник, Костис (Κωστής) от Ардамери на 25 години, убит при Горна Нушка от турци коняри. Четата действа заедно с тази на Андреас Макулис в района между Сяр и Зъхна с база в Дарнашките села – Субашкьой, Довища и Везник.
В Субашкьой Стратис и Захари правят засада на дряновските българи Никола Стойков и Димитър Попдимитров, които заедно с пъдарина Диаманди Фека или Панти се връщат от Сяр. Стойков и Попдимитров са убити от Захари, а пъдарят успява да избяга. Полицията пристига, но не повдига обвинения.
През януари 1907 година след предателство на българин поляк, четата е обкръжена от войска в Довища, но след сражение успява да се измъкне към Сяр. Турците тероризират селото.
За отмъщение на убийството в Субашкьой българска чета от дряновци преоблечени като турци, начело с Никола войвода, чичо на Попдимитров, отвлича и заколва 18 гъркомани от Карликьой. Без разрешение на гръцкото консулство капитан Стратис решава да унищожи българското екзархийско село Дряново, разположено на север от гръцките дарнашки села, чиито жители активно подкрепят българските чети. На 17 април 1907 година с чета от субашкьойци напада 30 дряновци, връщащи се в селото си със стадата си от Сяр през Дервешен и Везник. Българските селяни са придружени обаче от турска полиция, която се разбягва при първите изстрели. На помощ пристига турска кавалерия. След дълга битка дряновците се измъкват с пет убити, а четата на Стратис, която също дава убити, отстъпва на хълма Свети Илия. Там ги атакува турският капитан Али паша от Везник и ги принуждава да се оттеглят към Тополяни, като са обстрелвани отблизо. В село Кизили Николаки е ранен и се самоубива пред Тополяни.
Двама от четата успяват да избягат, а останалите се скриват в църквата „Свети Атанасий“. Селото е обкръжено и командирът на жандармерията Ибрахим паша заплашва, че ще изгори църквата, ако не му бъдат предадени андартите. Спасени са само с намесата на албанеца Ахмед ага, който обяснява, че те са искали да убият българите, а не турците. Отведени са в Сяр, където каймакаминът решава да ги пусне, но след протест на френския консул са отведени в Солун и затворени в Еди куле. От Тополяни са арестувани петима първенци и викарият на селото Пападимитрис, но са освободени след намесата на митрополит Григориос Серски. Андартите са осъдени от военния съд в Солун на доживотен затвор и изпратени на Родос. Освободени са на следната 1908 година при общата амнистия след Младотурската революция. Стратис се връща първо в Субашкьой, а после в Адрамитио. Убит е в 1921 година при настъплението на турската армия в Гръцко-турската война.